# نور ونار (فلم)
نور ونار فيلم دراما مصري بطولة طاقم العمل: ليلى علوي، فاروق الفيشاوي، وفاء عامر، مصطفى متولي، حسين الشربيني، محمد متولي من إنتاج سنه 1999. من إخراج أحمد يحيى.

## القصة
تدور احداثها في إحدى القرى من خلال "شراقي" الداية التي تقدم دورها ليلى علوي وابنها الوحيد المدلل "أحمدأ الذي لا يحسن عمل شيء والذي يتعرف على "بندارية" الغازية (وفاء عامر) التي تحرضه على قتل أمه لرفضها زواجهما فيلجأ إلى أحد المطاريد (فاروق الفيشاوي) "عسران" لقتلها وتحدث عدة مفارقات.

## فريق العمل
الفيلم من بطولة:
- ليلى علوي (نور)
- فاروق الفيشاوي (عسران)
- وفاء عامر (بندارية)
- مصطفى متولي
- حسين الشربيني
- محمد متولي
- عفاف رشاد - أحمد عزمي (النجم الصاعد-أحمد) - يوسف عيد - سامي سرحان - حسني عبدالجليل - مونيا - أحمد أبو عبية - رمزي غيث - ناجي عبد العزيز - أحمد زاهر - أحمد البرعي - عادل أبو الغيط - محمد الكيلاني - منير مكرم - نبوية السيد - نبيله الحسيني - عمران بحر - محمد عوض - عادل أحمدي يحيى (الوجه الجديد الطفل) - طلعت زكريا - صباح محمود/صباح شحاتة/صباح عبد العزيز.
- إخراج:
- أحمد يحيى (مخرج) - جمال عمار (مخرج مساعد) - محمد الكيلاني (كلاكيت).
- تصوير:

سمير بهزان (مدير التصوير) - أحمد المرسي (م. مصور).
- مونتاج:

عنايات السايس (مونتير) - ميرفت صبري (م. مونتير) - ليلى السايس (نيجاتيف).